# Tratado de Tagilde

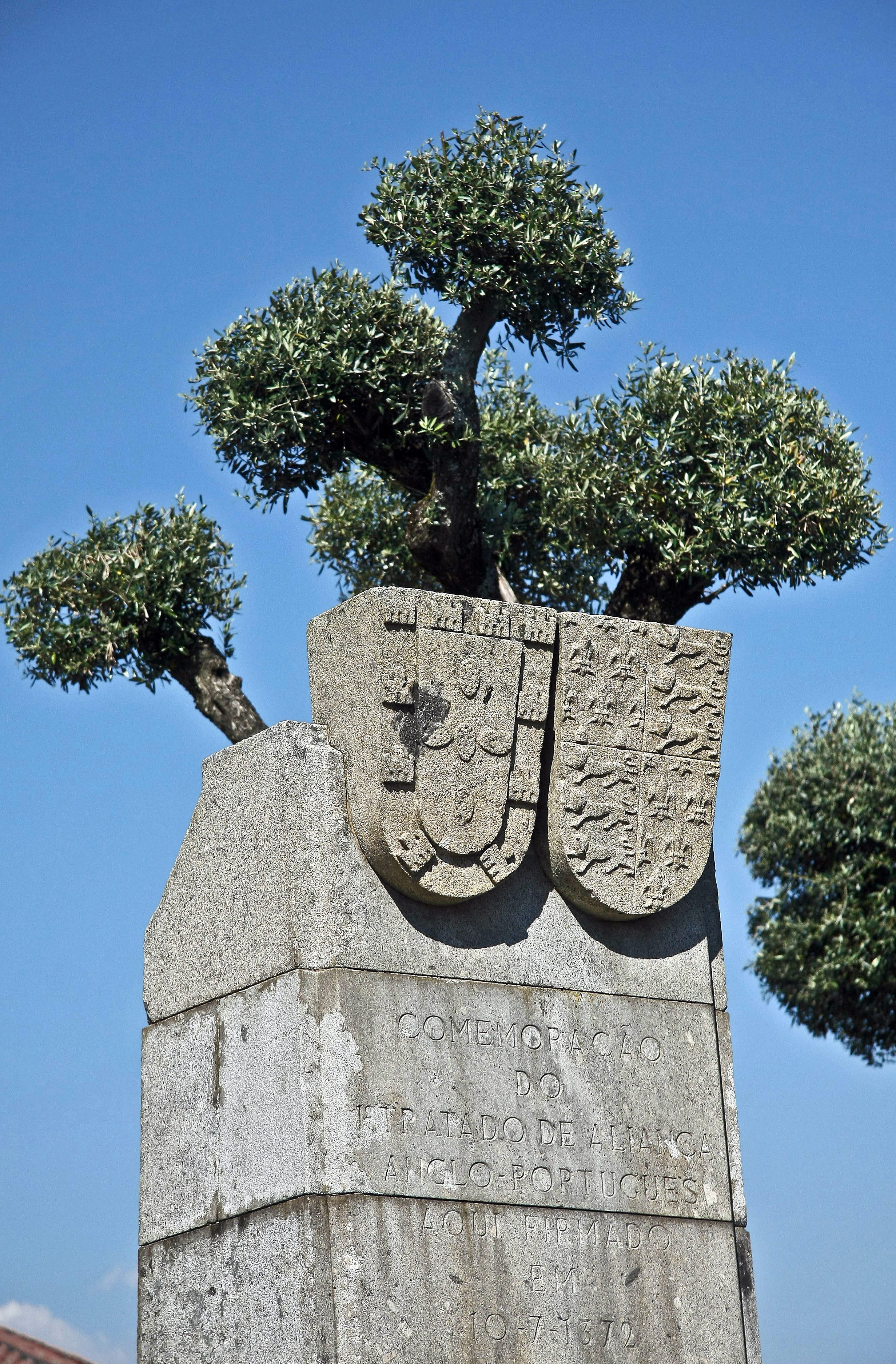
Monumento Evocativo ao Tratado de Tagilde

O Tratado de Tagilde foi um tratado firmado em 10 de Julho de 1372 em Tagilde, freguesia do concelho de Vizela . Foi um dos mais importantes acordos políticos de Portugal. O rei D.Fernando I de Portugal assinou com os delegados de João de Gante, duque de Lencastre, o chamado “pacto de Tagilde”. Esse acordo constituiu o primeiro fundamento jurídico do futuro tratado de aliança Luso-Britânica, que ainda hoje perdura.
Naquele pacto, Portugal comprometia-se a ajudar João de Gante, Duque de Lencastre, por mar e por terra, contra Henrique II de Castela e/ou o Rei de Aragão. O rei português não poderia adquirir quaisquer terras nos senhorios de Castela. Já no reino de Aragão as terras seriam daquele, D. Fernando ou João de Gante, que primeiro as conquistasse.
Junto à igreja matriz de Tagilde, encontra-se desde 1953 um elegante padrão em pedra que memoriza o acto entre os dois países.

## Cópia do tratado
A Câmara de Vizela conseguiu, em 2022, uma cópia do tratado luso-britânico, quando uma delegação de Vizela, liderada pelo presidente da Câmara, Vítor Hugo Salgado, se deslocou a Londres, onde visitou os Arquivos Nacionais do Reino Unido.